# Exocentrus ghanae
Exocentrus ghanae är en skalbaggsart som beskrevs av Stefan von Breuning och Teocchi 1976. Exocentrus ghanae ingår i släktet Exocentrus och familjen långhorningar.
Artens utbredningsområde är Ghana. Inga underarter finns listade i Catalogue of Life.